# Wimpassing im Schwarzatale
Wimpassing im Schwarzatale là một thị xã thuộc huyện Neunkirchen trong bang Niederösterreich.